# 弦楽四重奏曲第15番 (モーツァルト)
弦楽四重奏曲第15番 ニ短調 K. 421 (417b) は、ヴォルフガング・アマデウス・モーツァルトが1783年に作曲した弦楽四重奏曲であり、フランツ・ヨーゼフ・ハイドンに捧げられた全6曲ある『ハイドン・セット』のうちの2曲目である。

## 概要
本作は全6曲ある『ハイドン・セット』の中で唯一短調で書かれており、モーツァルトが作曲した全23曲ある弦楽四重奏曲のうち、短調で書かれたものは本作と第13番（K. 173）の2曲しかなく、その両方が「ニ短調」で作曲されている。
自筆譜に日付が記されていないため正確な完成時期はわかっていないが、1783年6月17日にウィーンのモーツァルト家に長男ライムント・レオポルトが誕生（ただし、この2ヶ月後の8月19日に死亡）した際に、ちょうど出産を迎えたときに本作の第3楽章が書かれたと妻コンスタンツェが証言していることから、前作の第14番『春』（K. 387）から約半年後の1783年6月中旬頃に完成したと考えられている。
また本作は、必ずしも同時代の音楽家に理解されたわけではなかったようであり、ジュゼッペ・サルティは本作に触れた後に、本作を作曲したモーツァルトについて「悪い耳を持ったクラヴィーア奏者以外の何者でもない」と評したと伝わっている。

## 曲の構成
全4楽章、演奏時間は約28～32分。
- 第1楽章 アレグロ・モデラート
ニ短調、4分の4拍子、ソナタ形式。
- 第2楽章 アンダンテ
ヘ長調、8分の6拍子、三部形式。
- 第3楽章 メヌエット：アレグレット - トリオ
ニ短調 - ニ長調、4分の3拍子。
- 第4楽章 アレグロ・マ・ノン・トロッポ
ニ短調、8分の6拍子、変奏曲形式。
主題はシチリアーナのリズムで書かれているが、この旋律は本作を含む『ハイドン・セット』を作曲するきっかけとなった、ハイドンの『ロシア四重奏曲』に含まれる『弦楽四重奏曲第29番（旧第41番）ト長調』（作品33-5, Hob. III:41）の第4楽章と非常によく似ている。